# Tamayouz Excellence Award
Der Tamayouz Excellence Award (arabisch جائزة تميّز, DMG Ǧāʾizat Tamayyuz) ist eine unabhängige Initiative ohne politische Zugehörigkeit mit dem Ziel, die Architektur im Irak, Nahen Osten und Nordafrika akademisch und beruflich voranzubringen. Tamayouz fördert seit 2014 die internationale Entwicklung von herausragender Umweltgestaltung in der Region durch die jährliche Auszeichnung herausragender Lebensleistungen von Architekten wie die Ausschreibung von Preisen, Wettbewerben und Projektprogrammen für Studenten und Architekten.

## Lifetime Achievement Award (seit 2014)
Mit dem Lifetime Achievement Award werden die Leistungen von Personen gewürdigt, die einen wesentlichen Beitrag zur menschenwürdigen Weiterentwicklung von Architektur und gebauter Umwelt im Nahen Osten und in Nordafrika geleistet haben. Mit dem Preis werden seit 2014 im Rahmen des Tamayouz Excellence Award-Programms diejenigen ausgezeichnet, deren Einsatz um die Architektur beispiellos war und bleibt.
Preisträger
Von 2014 bis 2018 wurde der Preis jährlich an renommierte irakische Architekten verliehen:
- 2014: Mohammed Saleh Makiya
- 2015: Rifat Chadriji
- 2016: Kahtan Al-Madfai
- 2017: Hisham Munir
- 2018: Maath Alousi

Ab 2019 wird der Preis an Architekten aus dem Nahen Osten und Nordafrika verliehen:
- 2019: Rasem Badran[2]

## Weitere Preisausschreibungen
- Rifat Chadirji Prize (seit 2017)
- Dewan Award for Architecture (seit 2018)
- International Graduation Projects (seit 2020)
- The Mohamed Makiya Prize (seit 2014)
- Women in Architecture and Construction (seit 2020)
- Iraqi Graduation Projects (seit 2020)